# Бунтешти (Бихор)
Бунтешти (рум. Bunteşti) насеље је у Румунији у округу Бихор у општини Бунтешти. Oпштина се налази на надморској висини од 239 m.

## Становништво
Према подацима из 2002. године у насељу је живело 4757 становника, од којих су сви румунске националности.

### Хронологија
| Година       | 1992 | 1993 | 1994 | 1995 | 1996 | 1997 | 1998 | 1999 | 2000 | 2001 | 2002 | 2003 | 2004 | 2005 | 2006 | 2007 | 2008 | 2009 | 2010 | 2011 | 2012 | 2013 | 2014 | 2015 | 2016 | 2017 |
| ------------ | ---- | ---- | ---- | ---- | ---- | ---- | ---- | ---- | ---- | ---- | ---- | ---- | ---- | ---- | ---- | ---- | ---- | ---- | ---- | ---- | ---- | ---- | ---- | ---- | ---- | ---- |
| Становништво | 5092 | 5046 | 5007 | 4993 | 4968 | 4955 | 4936 | 4916 | 4919 | 4920 | 4869 | 4850 | 4805 | 4766 | 4758 | 4742 | 4711 | 4686 | 4637 | 4594 | 4607 | 4574 | 4527 | 4491 | 4441 | 4417 |